# Ricardo Cavallo
Pour les articles homonymes, voir Cavallo.
Ricardo Cavallo est un artiste peintre français d'origine argentine, né le 13 avril 1954 à Buenos Aires (Argentine). Il vit en France depuis 1976, et à Saint-Jean-du-Doigt (Finistère) depuis 2003.

## Biographie

### Formation
D'ascendance italienne par son père, espagnole par sa mère, Ricardo Cavallo, né en avril 1954 à Buenos Aires, dessine passionnément dès l'âge de trois ans. D'un tempérament ascétique et érémitique dès l'adolescence (son père lui construit une cellule dans le jardin familial où, végétarien, il pratique le yoga, les lectures et méditations spirituelles), il fréquente dès l'âge de quinze ans la Communauté de l'Arche, rencontre Lanza del Vasto, effectue une retraite au monastère de la Trappe d'Azul en Argentine et un périple en auto-stop au Pérou (1971).
Après son baccalauréat obtenu en 1971, Ricardo Cavallo est en 1973 simultanément élève de l'École des beaux-arts et de l'école vétérinaire de Buenos Aires, pour suivre en 1974 les cours particuliers de peinture et de dessin de José Rueda, de taille de pierre de Ramon Castejon. Arrivant en France en 1976, il est élève de l'École nationale supérieure des beaux-arts, dans un premier temps suivant les cours libres de Gustave Singier et se trouvant dans la proximité de ce maître naturellement dirigé vers l'abstraction. Les cours de psychologie de l'art qu'il reçoit de Christian Gaillard, ceux de morphologie donnés par Jean-François Debord, ses fréquentations assidues du musée du Louvre et du Muséum national d'histoire naturelle où il travaille sur le motif, mais aussi sa fascination pour Diego Vélasquez (qui se révèle lors d'un séjour à Madrid avec ses parents en 1977), confortent Ricardo dans sa réelle vocation à la peinture figurative : en 1982, il peint à l'huile en prenant pour modèle ses propres sculptures qu'il façonne dans son atelier. Dora Vallier écrit : « Ricardo Cavallo avait été initié à la peinture abstraite. Puis ce fut la rupture. Premier geste : s'enfermer dans le noir. Ne rien voir, faire le vide. Puis le dévorant désir de tout apprendre, de tout reprendre par le commencement. Trois ans de modelage : des sculptures en terre glaise avec modèle vivant, au fur et à mesure détruites et retravaillées ». Une rencontre importante est en 1983 celle de Karl Flinker, qui l'expose dès 1984 à la Foire internationale d'art contemporain de Paris, et dont le soutien sera plus tard maintenu par son successeur, Pierre Brullé.

### Paris
C'est en 1985, explique Ricardo Cavallo, qu'il exécute La ville, première grande œuvre peinte constituée de plaques assemblées. Ce support, petit format en tant que fragment du monumental, sera appelé à caractériser son œuvre et trouve son origine dans le vaste panorama à 270° qui lui est offert à peindre depuis les deux chambres de bonnes jouxtées où il habite et a son atelier (situées au 6e étage de l'immeuble faisant face à la place Parmentier de Neuilly-sur-Seine), espace dont l'exiguïté ne permet à l'encontre que de peindre par fragments. « Par la suite, j'ai découvert dans ce procédé de fragmentation beaucoup de possibilités, évoque-t-il, et c'est une méthode que je continue à utiliser. C'est comme si un principe fondamental avait fait irruption, principe que je n'allais pas cesser de poursuivre et d'approfondir ensuite ». « Dans cette toute petite pièce, confirme un ami visiteur, le cinéaste Barbet Schroeder, il avait fait dans un tableau quelque chose d'énorme, il avait eu une vision amplifiée, magique du lieu ». De fait, lorsqu'en 1995 l'une des deux chambres lui est retirée, les thèmes du Bois de Boulogne et du hêtre du Pré Catelan, qui succèdent à celui des toits de la Porte Maillot, sont travaillés de même à partir des fragments s'assemblant en grands formats.

### La Bretagne

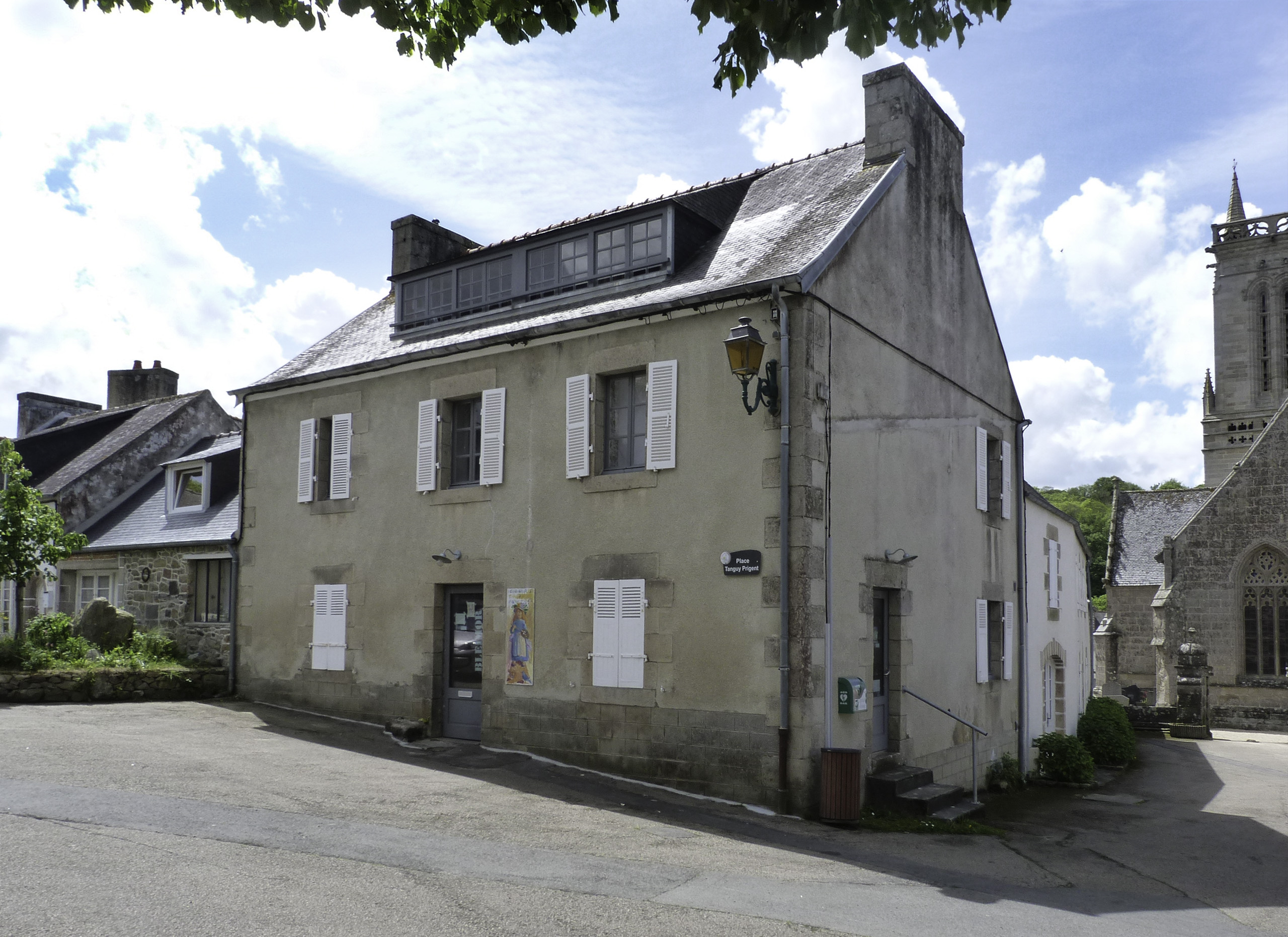
L'école de peinture de Bleimor, Saint-Jean-du-Doigt

En 2003, Ricardo Cavallo s'installe à Saint-Jean-du-Doigt. Il confie : « […] Je pouvais rayonner sur toute cette côte qui est absolument fabuleuse; à marée basse je descends et je découvre un univers où l'on perd trace de toute personne humaine […] C'est hors du temps, c'est un non-espace; c'est un monde d'une grande complexité. Sur cette portion de côte entre Saint-Jean et Beg An Fri, vous trouvez du gabbro, c'est une pierre qui a 350 millions d'années, c'est plus vieux que le granite […] Cette pierre-ci a un aspect torturé, assez tragique, qui se trouvait en relation avec mon imaginaire […] Elle présente une difficulté comme s'il y avait des runes avec un code à déchiffrer. Pour moi, c'est un miracle que je sois tombé dans cet endroit ; il y a un très beau mot pour définir ce qui s'est passé ici, c'est “l'épiphanie”, c'est-à-dire l'apparition d'une chose parce qu'il y a réunion entre un intérieur qui était prêt et un extérieur qui coïncide ».
À partir de 2007, alors que les expositions le conduisent à s'en retourner fréquemment à Paris, puis à effectuer deux voyages à New York en 2008 et 2009 (« choc visuel énorme » lui donnant à nouveau le désir de peindre La ville, à la source de la part de son œuvre qu'il consacre à la ville de Morlaix de 2009 à 2011), Ricardo ouvre à Saint-Jean-du-Doigt sa propre école de peinture qui prendra le nom d'« école de Bleimor ».
Frédéric Pajak estime : « la peinture de Cavallo est précise, elle a un sujet et ce peintre croit au naturalisme, il croit qu'on n'est pas allé jusqu'au bout du naturalisme et, dans cette représentation de la nature, il va où personne n'est allé et il est unique ».

## Œuvres référencées
- La ville de Morlaix appréhendée depuis les jardins en terrasses situés au pied du viaduc, à partir de 2009, peinture[8].
- Estampe pour la ville de Lorient, 2013[11].

## Expositions

### Expositions particulières
- Art Forum, Bad Kissingen, 1985.
- Église San-Cristoforo de Lucques, 1992.
- Galerie Pierre Brullé, Paris, 1994, 1997, 1999, mai-juin 2000, 2002, 2004, avril-mai 2006, novembre 2006 - janvier 2007, octobre-novembre 2009, avril-juin 2011, 2013, décembre 2014 - janvier 2015.
- Institut culturel d'Amérique Latine, Rome, 1994.
- Galerie Patrick Veret, Arras, 2004.
- Ricardo Cavallo, new paintings, Earl McGrath Gallery, New York, octobre 2009 - février 2010[12].
- Atelier Raspail, Paris, novembre 2009[13].
- Kasino, Saint-Jean-du-Doigt, mars 2011[14], septembre 2013[15], 2014[16].
- Rétrospective Ricardo Cavallo, Galerie du Faouëdic, Lorient, décembre 2013 - février 2014[17],[18],[19],[20].
- Ricardo Cavallo - Sur le motif (avec Jean-Jacques Dournon et Jacques Le Bruscq), Domaine du Kerguéhennec, Bignan, octobre 2013 - janvier 2014[21],[22].
- Ricardo Cavallo: sur les toits de Morlaix, Musée des beaux-arts de Morlaix, avril-juin 2016[23],[24],[25],[26].
- Ricardo Cavallo - La vie est un paysage, Galerie Loeve & Co, 15, rue des Beaux-Arts, Paris, décembre 2024 - janvier 2025[27].

### Expositions collectives
- Sur invitation, Musée des arts décoratifs de Paris, 1984.
- Salon d'art contemporain de Montrouge, 1984, 1985, 1992.
- Autoportraits contemporains, Musée-galerie de la SEITA, Paris, 1986.
- Giovane pittura d'Europa, Palazzo delle Albere, Trente (Italie), 1991.
- Galerie Pierre Brullé, 1993, 1994 (Envisager/Dévisager - Henri Michaux, Eduardo Arroyo, Ricardo Cavallo, Asger Jorn, François-Marie Anthonioz, Francisco Toledo), 1995, 1996, 2001.
- Animal, Musée Bourdelle, Paris, 1999.
- Végétal, Centre culturel, Verderonne, 2002.
- Paysages, Centre culturel Les Dominicaines, Pont-l'Évêque (Calvados), 2007.
- Ricardo Cavallo et l'école de Bleimor, la Maison des peintres, Saint-Jean-du-Doigt, avril 2012.
- Figure-toi - Ricardo Cavallo, Pierre Collin, Nathalie Léonard, Denis Orhant, Galerie Pictura, Cesson-Sévigné, 2012.
- Rochers de Bretagne de 1850 à nos jours, Maison des Traouïero, Ploumanac'h, juillet-août 2014[28].
- Ricardo Cavallo et l'école de Bleimor, Manoir de Pont Ar Gler, Saint-Jean-du-Doigt, mai 2015[29].
- Regard d'artistes sur Saint-Jean-du-Doigt - Marguerite Baudouin, Ricardo Cavallo, Léopold Pascal..., mairie de Saint-Jean-du-Doigt, été 2015.

## Réception critique
- « Ricardo Cavallo, esprit méthodique, a pris pied dans le XIXe siècle, avec l'impérieuse nécessité de reparcourir tout ce que celui-ci, à côté du neuf, charriait encore de l'ancienne tradition, disparue sous le coup des avant-gardes. » - Dora Vallier[3]
- « D'emblée, l'ensemble des peintures de Ricardo Cavallo nous plonge dans l'univers minéral, celui des gabbros, ces rochers de la côte Finistère. Succédant au cycle des arbres, celui des falaises granitiques aux impressionnants éboulis sur le littoral, autour de Saint-Jean-du-Doigt, lui dicte une sorte d'échelle. Son choix de formats délibérément imposants répond à la démesure de ces volumes abstraits et cependant bien réels... Cette géologie intemporelle, bien que soumise aux transformations d'une érosion qui renouvelle ce paysage cyclopéen, est celle d'une fiction dont la peinture prend le relais... Comme les marées qui recouvrent et découvrent, la peinture sonde le réel, son image sans cesse fragilisée par l'imaginaire. Le trouble est d'autant plus prégnant que Cavallo peint avec un réalisme incitant au vertige. Sa palette, d'une extrême richesse, développe les gammes de verts, de bruns et de terre ocre jaune, ocre rouge, des couleurs cernées de noir, éclaboussées d'une lumière qui souligne et cisèle les éléments pour une vision vibrante » - Lydia Harambourg[30]
- « Quelque chose de l'atmosphère d'un purgatoire vit dans cette œuvre où seul le minéral prend possession de l'espace qu'il a conquis. Il y a une sûreté puissante dans cet assemblage de carrés, de rectangles peints à l'huile, qui peut se voir comme un puzzle sur l'archéologie de l'art où le peintre pose la question: "Et maintenant?" Un temps nouveau va naître. Il y a évidemment la promesse d'une époque future chez Cavallo. Le spirituel traverse toute pierre. Il y a une attente dans ce lieu fictif imaginé, construit par le peintre, que sont les côtes du Finistère. L'attente d'un homme absent, encore en exil. L'artiste, délibérément, fait le sacrifice de l'humain. » - Judith Brouste[31]
- « Ricardo Cavallo se sent aujourd'hui dans la "pierre vive", un élément minéral animé par le souffle, le pneuma. Littéralement, "épiphanie" signifie apparition... Pour James Joyce, qu'aime citer Cavallo, l'épiphanie est une fixation de l'insaisissable... Pour Ricardo Cavallo, c'est peut-être une réappropriation de la première stupeur. La structure du rocher, ses couleurs, sa perspective: c'est cela l'épiphanie, ce n'est pas une attente mystique, c'est le lent retour de la nature dans la peinture... Cavallo montre cette crique où il est resté dix ans: "Ici, lorsque j'aurai fini de peindre, il n'y aura plus rien". » - Philippe Garnier[2]
- « C'est d'abord une affaire d'élargissement de l'horizon. Cavallo voit Paris d'une chambre où il dispose de quatre balcons. Vision clivée, qu'il ne cherche pas à abolir par la peinture, tentant plutôt, par l'invention d'un art fait de fragments, de faire rentrer le paysage, morceau par morceau, dans l'espace confiné de la chambre... Cavallo parcourt un chemin, puis un autre, il passe, repasse et recommence dans une pérégrination sans fin jusqu'à ce que quelque chose apparaisse: montée de la forme résultant d'une errance dans le paysage, pinceau à la main; il y a comme un héritage de la peinture romantique du Wanderer chez cet artiste, dans sa quête de l'unité comme dans sa manière de cheminer, entre désir de fusion et aveu de son impossibilité. » - Pierre Wat[32]

## Œuvres dans les collections publiques
En France
- Ville de Lorient
- Morlaix Communauté, fresque, hall d'accueil.
- Paris, ministère de l'Écologie et du Développement durable : Nuit des mages, huile sur toile,

En Italie
- Trente :
  - Museo d'arte moderna e contemporanea di Trento e Rovereto
  - Palazzo delle Abere,

En Suède
- Stockholm :
  - Beijer Collection,
  - Musée d'art moderne de Stockholm.

## Filmographie
- Isabelle Rèbre, Ricardo Cavallo ou le rêve de l'épervier, À gauche en montant Productions et Senso Films, en coproduction avec TVR Rennes, Tébéo et Ty Télé, 2013 (durée : 52 min)[35],[36],[37],[38],[39].
- Barbet Schroeder, Exposition Ricardo Cavallo à Kerguéhennec - Toute l'exposition en un seul plan de quatorze minutes, 2013[22].
- Illés Sakantyu, Ricardo Cavallo au pays du Non-Où, 2013. Durée : 62 min.
- Barbet Schroeder, Ricardo et la Peinture, Les Films du losange documentaire 2023 Durée : 106 min (critique Cinéman du film en ligne).

## Télévision
- Chaîne TV5MONDE, Littoral, magazine de la mer, émission du dimanche 3 avril 2016: Didine et Ricardo, la poissonnière du nord et le peintre du grand sud. Synopsis: « A Saint-Jean-du-Doigt, Ricardo Cavallo, peintre argentin, crapahute sur les rochers de la baie de Morlaix et transmet aux habitants son immense envie de dessiner: mille morceaux de rivage »[40].